# Список астероїдів (8401—8500)
| Назва                                       | Тимчасове позначення | Дата відкриття    | Місце відкриття                         | Відкривач                                              |
| ------------------------------------------- | -------------------- | ----------------- | --------------------------------------- | ------------------------------------------------------ |
| 8401 Ассіреллі (Assirelli)                  | 1994 DA              | 16 лютого 1994    | Фарра-д'Ізонцо                          | Фарра-д'Ізонцо                                         |
| (8402) 1994 GH9                             | 1994 GH9             | 11 квітня 1994    | Паломарська обсерваторія                | Е. Гелін                                               |
| 8403 Мінорушімізу (Minorushimizu)           | 1994 JG              | 6 травня 1994     | Обсерваторія Оїдзумі                    | Такао Кобаяші                                          |
| (8404) 1995 AN                              | 1995 AN              | 1 січня 1995      | Огляд Каталіна                          | Тімоті Спар                                            |
| 8405 Асболос (Asbolus)                      | 1995 GO              | 5 квітня 1995     |                                         |                                                        |
| 8406 Іваокусано (Iwaokusano)                | 1995 HJ              | 20 квітня 1995    | Обсерваторія Кітамі                     | Кін Ендате, Кадзуро Ватанабе                           |
| 8407 Гаулаган (Houlahan)                    | 1995 ON              | 25 липня 1995     | Прескоттська обсерваторія               | Пол Комба                                              |
| 8408 Стром (Strom)                          | 1995 SX12            | 18 вересня 1995   | Обсерваторія Кітт-Пік                   | Spacewatch                                             |
| 8409 Валентаугустус (Valentaugustus)        | 1995 WB43            | 28 листопада 1995 | Сокорро (Нью-Мексико)                   | Роберт Вебер                                           |
| 8410 Хіроакіоно (Hiroakiohno)               | 1996 QZ1             | 24 серпня 1996    | Обсерваторія Кушіро                     | Сейджі Уеда, Хіроші Канеда                             |
| 8411 Цельсо (Celso)                         | 1996 TO              | 3 жовтня 1996     | Фарра-д'Ізонцо                          | Фарра-д'Ізонцо                                         |
| (8412) 1996 TM6                             | 1996 TM6             | 7 жовтня 1996     | Станція Сінлун                          | SCAP                                                   |
| 8413 Кавакамі (Kawakami)                    | 1996 TV10            | 9 жовтня 1996     | Обсерваторія Кушіро                     | Сейджі Уеда, Хіроші Канеда                             |
| 8414 Ацуко (Atsuko)                         | 1996 TW10            | 9 жовтня 1996     | Обсерваторія Кушіро                     | Сейджі Уеда, Хіроші Канеда                             |
| (8415) 1996 UT                              | 1996 UT              | 16 жовтня 1996    | Обсерваторія Наті-Кацуура               | Йошісада Шімідзу, Такеші Урата                         |
| 8416 Окада (Okada)                          | 1996 VB8             | 3 листопада 1996  | Обсерваторія Кушіро                     | Сейджі Уеда, Хіроші Канеда                             |
| 8417 Ленстейлор (Lancetaylor)               | 1996 VG8             | 7 листопада 1996  | Обсерваторія Кітамі                     | Кін Ендате, Кадзуро Ватанабе                           |
| 8418 Могамігава (Mogamigawa)                | 1996 VS30            | 10 листопада 1996 | Обсерваторія Наніо                      | Томімару Окуні                                         |
| 8419 Терумікадзумі (Terumikazumi)           | 1996 VK38            | 7 листопада 1996  | Обсерваторія Кушіро                     | Сейджі Уеда, Хіроші Канеда                             |
| 8420 Анґроґна (Angrogna)                    | 1996 WQ              | 17 листопада 1996 | Прескоттська обсерваторія               | Пол Комба                                              |
| 8421 Монтанарі (Montanari)                  | 1996 XA9             | 2 грудня 1996     | Обсерваторія Сан-Вітторе                | Обсерваторія Сан-Вітторе                               |
| 8422 Мохоровичич (Mohorovicic)              | 1996 XJ26            | 5 грудня 1996     | Фарра-д'Ізонцо                          | Фарра-д'Ізонцо                                         |
| 8423 Макао (Macao)                          | 1997 AO22            | 11 січня 1997     | Станція Сінлун                          | SCAP                                                   |
| 8424 Тосіцуміта (Toshitsumita)              | 1997 CP              | 1 лютого 1997     | Обсерваторія Оїдзумі                    | Такао Кобаяші                                          |
| 8425 Цзижанькесюецзіцзінь (Zirankexuejijin) | 1997 CJ29            | 14 лютого 1997    | Станція Сінлун                          | SCAP                                                   |
| (8426) 1997 ST                              | 1997 ST              | 16 вересня 1997   | Станція Сінлун                          | SCAP                                                   |
| (8427) 1997 TH17                            | 1997 TH17            | 6 жовтня 1997     | Обсерваторія Наті-Кацуура               | Йошісада Шімідзу, Такеші Урата                         |
| 8428 Окіко (Okiko)                          | 1997 VJ8             | 3 листопада 1997  | Обсерваторія Ґейсей                     | Тсутому Секі                                           |
| (8429) 1997 YK4                             | 1997 YK4             | 23 грудня 1997    | Станція Сінлун                          | SCAP                                                   |
| 8430 Флорі (Florey)                         | 1997 YB5             | 25 грудня 1997    | Вумера                                  | Френк Золотовскі                                       |
| 8431 Хаседа (Haseda)                        | 1997 YQ13            | 31 грудня 1997    | Обсерваторія Оїдзумі                    | Такао Кобаяші                                          |
| 8432 Тамакасуґа (Tamakasuga)                | 1997 YD18            | 27 грудня 1997    | Обсерваторія Кума Коґен                 | Акімаса Накамура                                       |
| 8433 Бракіргінкус (Brachyrhynchus)          | 2561 P-L             | 24 вересня 1960   | Паломарська обсерваторія                | К. Й. ван Гаутен, І. ван Гаутен-Ґроневельд, Т. Герельс |
| 8434 Колумбіанус (Columbianus)              | 6571 P-L             | 24 вересня 1960   | Паломарська обсерваторія                | К. Й. ван Гаутен, І. ван Гаутен-Ґроневельд, Т. Герельс |
| 8435 Ансер (Anser)                          | 6643 P-L             | 26 вересня 1960   | Паломарська обсерваторія                | К. Й. ван Гаутен, І. ван Гаутен-Ґроневельд, Т. Герельс |
| 8436 Леукопсіс (Leucopsis)                  | 2259 T-1             | 25 березня 1971   | Паломарська обсерваторія                | К. Й. ван Гаутен, І. ван Гаутен-Ґроневельд, Т. Герельс |
| 8437 Бернікла (Bernicla)                    | 3057 T-1             | 26 березня 1971   | Паломарська обсерваторія                | К. Й. ван Гаутен, І. ван Гаутен-Ґроневельд, Т. Герельс |
| 8438 Маріла (Marila)                        | 4825 T-1             | 13 травня 1971    | Паломарська обсерваторія                | К. Й. ван Гаутен, І. ван Гаутен-Ґроневельд, Т. Герельс |
| 8439 Альбеллус (Albellus)                   | 2034 T-2             | 29 вересня 1973   | Паломарська обсерваторія                | К. Й. ван Гаутен, І. ван Гаутен-Ґроневельд, Т. Герельс |
| 8440 Віжеон (Wigeon)                        | 1017 T-3             | 17 жовтня 1977    | Паломарська обсерваторія                | К. Й. ван Гаутен, І. ван Гаутен-Ґроневельд, Т. Герельс |
| 8441 Лаппоніка (Lapponica)                  | 4008 T-3             | 16 жовтня 1977    | Паломарська обсерваторія                | К. Й. ван Гаутен, І. ван Гаутен-Ґроневельд, Т. Герельс |
| 8442 Остралегус (Ostralegus)                | 4237 T-3             | 16 жовтня 1977    | Паломарська обсерваторія                | К. Й. ван Гаутен, І. ван Гаутен-Ґроневельд, Т. Герельс |
| 8443 Svecica                                | 4343 T-3             | 16 жовтня 1977    | Паломарська обсерваторія                | К. Й. ван Гаутен, І. ван Гаутен-Ґроневельд, Т. Герельс |
| 8444 Popovich                               | 1969 TR1             | 8 жовтня 1969     | КрАО                                    | Людмила Черних                                         |
| 8445 Новотроїцьке (Novotroitskoe)           | 1973 QG2             | 31 серпня 1973    | КрАО                                    | Смирнова Тамара Михайлівна                             |
| 8446 Тазієв (Tazieff)                       | 1973 SB6             | 28 вересня 1973   | КрАО                                    | Черних Микола Степанович                               |
| 8447 Корнейо (Cornejo)                      | 1974 OE              | 16 липня 1974     | Астрономічний комплекс Ель-Леонсіто     | Обсерваторія Фелікса Аґілара                           |
| 8448 Белякіна (Belyakina)                   | 1976 UT1             | 26 жовтня 1976    | КрАО                                    | Смирнова Тамара Михайлівна                             |
| 8449 Масловець (Maslovets)                  | 1977 EO1             | 13 березня 1977   | КрАО                                    | Черних Микола Степанович                               |
| 8450 Єгоров (Egorov)                        | 1977 QL1             | 19 серпня 1977    | КрАО                                    | Черних Микола Степанович                               |
| 8451 Гайдай (Gaidai)                        | 1977 RY6             | 11 вересня 1977   | КрАО                                    | Микола Черних                                          |
| 8452 Клай (Clay)                            | 1978 WB              | 27 листопада 1978 | Гарвардська обсерваторія                | Гарвардська обсерваторія                               |
| (8453) 1981 EQ                              | 1981 EQ              | 1 березня 1981    | Обсерваторія Ла-Сілья                   | Анрі Дебеонь, Джованні де Санктіс                      |
| (8454) 1981 EG1                             | 1981 EG1             | 5 березня 1981    | Обсерваторія Ла-Сілья                   | Анрі Дебеонь, Джованні де Санктіс                      |
| 8455 Джонрейнер (Johnrayner)                | 1981 ER6             | 6 березня 1981    | Обсерваторія Сайдинг-Спрінг             | Ш. Дж. Бас                                             |
| 8456 Дейвгріп (Davegriep)                   | 1981 EJ7             | 1 березня 1981    | Обсерваторія Сайдинг-Спрінг             | Ш. Дж. Бас                                             |
| 8457 Біллголіш (Billgolisch)                | 1981 EO8             | 1 березня 1981    | Обсерваторія Сайдинг-Спрінг             | Ш. Дж. Бас                                             |
| 8458 Джорджкеніг (Georgekoenig)             | 1981 EY9             | 1 березня 1981    | Обсерваторія Сайдинг-Спрінг             | Ш. Дж. Бас                                             |
| 8459 Ларсбергкнут (Larsbergknut)            | 1981 EQ18            | 2 березня 1981    | Обсерваторія Сайдинг-Спрінг             | Ш. Дж. Бас                                             |
| 8460 Імайнамахое (Imainamahoe)              | 1981 EP19            | 2 березня 1981    | Обсерваторія Сайдинг-Спрінг             | Ш. Дж. Бас                                             |
| 8461 Семміпунг (Sammiepung)                 | 1981 EC21            | 2 березня 1981    | Обсерваторія Сайдинг-Спрінг             | Ш. Дж. Бас                                             |
| (8462) 1981 ED22                            | 1981 ED22            | 2 березня 1981    | Обсерваторія Сайдинг-Спрінг             | Ш. Дж. Бас                                             |
| 8463 Наомімердок (Naomimurdoch)             | 1981 EM27            | 2 березня 1981    | Обсерваторія Сайдинг-Спрінг             | Ш. Дж. Бас                                             |
| 8464 Полішук (Polishook)                    | 1981 EF28            | 2 березня 1981    | Обсерваторія Сайдинг-Спрінг             | Ш. Дж. Бас                                             |
| 8465 Банселен (Bancelin)                    | 1981 EQ31            | 2 березня 1981    | Обсерваторія Сайдинг-Спрінг             | Ш. Дж. Бас                                             |
| 8466 Лейра (Leyrat)                         | 1981 EV34            | 2 березня 1981    | Обсерваторія Сайдинг-Спрінг             | Ш. Дж. Бас                                             |
| 8467 Бенуакаррі (Benoitcarry)               | 1981 ES35            | 2 березня 1981    | Обсерваторія Сайдинг-Спрінг             | Ш. Дж. Бас                                             |
| 8468 Рондастрауд (Rhondastroud)             | 1981 EA40            | 2 березня 1981    | Обсерваторія Сайдинг-Спрінг             | Ш. Дж. Бас                                             |
| (8469) 1981 TZ                              | 1981 TZ              | 5 жовтня 1981     | Станція Андерсон-Меса                   | Норман Томас                                           |
| 8470 Дудинська (Dudinskaya)                 | 1982 SA4             | 17 вересня 1982   | КрАО                                    | Черних Микола Степанович                               |
| 8471 Обрант (Obrant)                        | 1983 RX4             | 5 вересня 1983    | КрАО                                    | Журавльова Людмила Василівна                           |
| 8472 Тарроні (Tarroni)                      | 1983 TC              | 12 жовтня 1983    | Обсерваторія Сан-Вітторе                | Обсерваторія Сан-Вітторе                               |
| (8473) 1984 SS5                             | 1984 SS5             | 21 вересня 1984   | Обсерваторія Ла-Сілья                   | Анрі Дебеонь                                           |
| 8474 Реттіґ (Rettig)                        | 1985 GA1             | 15 квітня 1985    | Станція Андерсон-Меса                   | Едвард Бовелл                                          |
| 8475 Всевоіванов (Vsevoivanov)              | 1985 PC2             | 13 серпня 1985    | КрАО                                    | Черних Микола Степанович                               |
| (8476) 1986 QT2                             | 1986 QT2             | 28 серпня 1986    | Обсерваторія Ла-Сілья                   | Анрі Дебеонь                                           |
| 8477 Андрейкисельов (Andrejkiselev)         | 1986 RF7             | 6 вересня 1986    | КрАО                                    | Журавльова Людмила Василівна                           |
| (8478) 1987 DO6                             | 1987 DO6             | 23 лютого 1987    | Обсерваторія Ла-Сілья                   | Анрі Дебеонь                                           |
| (8479) 1987 HD2                             | 1987 HD2             | 29 квітня 1987    | Обсерваторія Клеть                      | Антонін Мркос                                          |
| (8480) 1987 RD1                             | 1987 RD1             | 13 вересня 1987   | Обсерваторія Ла-Сілья                   | Анрі Дебеонь                                           |
| (8481) 1988 LH                              | 1988 LH              | 14 червня 1988    | Університетська обсерваторія Маунт-Джон | Алан Ґілмор, Памела Кілмартін                          |
| 8482 Wayneolm                               | 1988 RA11            | 14 вересня 1988   | Обсерваторія Серро Тололо               | Ш. Дж. Бас                                             |
| 8483 Kinwalaniihsia                         | 1988 SY1             | 16 вересня 1988   | Обсерваторія Серро Тололо               | Ш. Дж. Бас                                             |
| (8484) 1988 VM2                             | 1988 VM2             | 10 листопада 1988 | Обсерваторія Йорії                      | Масару Араї, Хіроші Морі                               |
| 8485 Сатору (Satoru)                        | 1989 FL              | 29 березня 1989   | Обсерваторія Ґейсей                     | Тсутому Секі                                           |
| (8486) 1989 QV                              | 1989 QV              | 26 серпня 1989    | Обсерваторія Сайдинг-Спрінг             | Роберт Макнот                                          |
| (8487) 1989 SQ                              | 1989 SQ              | 29 вересня 1989   | Обсерваторія Кані                       | Йосікане Мідзуно, Тошімата Фурута                      |
| 8488 д'Арженс (d'Argens)                    | 1989 SR1             | 26 вересня 1989   | Обсерваторія Ла-Сілья                   | Ерік Вальтер Ельст                                     |
| 8489 Боулдер (Boulder)                      | 1989 TA3             | 7 жовтня 1989     | Обсерваторія Ла-Сілья                   | Ерік Вальтер Ельст                                     |
| (8490) 1989 TU10                            | 1989 TU10            | 4 жовтня 1989     | Обсерваторія Кані                       | Йосікане Мідзуно, Тошімата Фурута                      |
| 8491 Джоллі-ґіллс (Joelle-gilles)           | 1989 YL5             | 28 грудня 1989    | Обсерваторія Верхнього Провансу         | Ерік Вальтер Ельст                                     |
| 8492 Кікуока (Kikuoka)                      | 1990 BZ              | 21 січня 1990     | Обсерваторія Ґейсей                     | Тсутому Секі                                           |
| 8493 Ятібодзу (Yachibozu)                   | 1990 BY1             | 30 січня 1990     | Обсерваторія Кушіро                     | Масанорі Мацумаяма, Кадзуро Ватанабе                   |
| 8494 Едпатвеґа (Edpatvega)                  | 1990 OT4             | 25 липня 1990     | Паломарська обсерваторія                | Генрі Гольт                                            |
| (8495) 1990 QV1                             | 1990 QV1             | 22 серпня 1990    | Паломарська обсерваторія                | Генрі Гольт                                            |
| 8496 Яндлсміт (Jandlsmith)                  | 1990 QO3             | 16 серпня 1990    | Гарвардська обсерваторія                | Обсерваторія Ок-Ридж                                   |
| (8497) 1990 RE7                             | 1990 RE7             | 13 вересня 1990   | Обсерваторія Ла-Сілья                   | Анрі Дебеонь                                           |
| 8498 Уфа (Ufa)                              | 1990 RM17            | 15 вересня 1990   | КрАО                                    | Журавльова Людмила Василівна                           |
| (8499) 1990 SC13                            | 1990 SC13            | 22 вересня 1990   | Обсерваторія Ла-Сілья                   | Анрі Дебеонь                                           |
| 8500 Хорі (Hori)                            | 1990 TU              | 10 жовтня 1990    | Обсерваторія Кітамі                     | Кін Ендате, Кадзуро Ватанабе                           |

| Астероїди 1—10000 → |           |           |           |           |           |           |           |           |            |
| 1—100               | 1001—1100 | 2001—2100 | 3001—3100 | 4001—4100 | 5001—5100 | 6001—6100 | 7001—7100 | 8001—8100 | 9001—9100  |
| 101—200             | 1101—1200 | 2101—2200 | 3101—3200 | 4101—4200 | 5101—5200 | 6101—6200 | 7101—7200 | 8101—8200 | 9101—9200  |
| 201—300             | 1201—1300 | 2201—2300 | 3201—3300 | 4201—4300 | 5201—5300 | 6201—6300 | 7201—7300 | 8201—8300 | 9201—9300  |
| 301—400             | 1301—1400 | 2301—2400 | 3301—3400 | 4301—4400 | 5301—5400 | 6301—6400 | 7301—7400 | 8301—8400 | 9301—9400  |
| 401—500             | 1401—1500 | 2401—2500 | 3401—3500 | 4401—4500 | 5401—5500 | 6401—6500 | 7401—7500 | 8401—8500 | 9401—9500  |
| 501—600             | 1501—1600 | 2501—2600 | 3501—3600 | 4501—4600 | 5501—5600 | 6501—6600 | 7501—7600 | 8501—8600 | 9501—9600  |
| 601—700             | 1601—1700 | 2601—2700 | 3601—3700 | 4601—4700 | 5601—5700 | 6601—6700 | 7601—7700 | 8601—8700 | 9601—9700  |
| 701—800             | 1701—1800 | 2701—2800 | 3701—3800 | 4701—4800 | 5701—5800 | 6701—6800 | 7701—7800 | 8701—8800 | 9701—9800  |
| 801—900             | 1801—1900 | 2801—2900 | 3801—3900 | 4801—4900 | 5801—5900 | 6801—6900 | 7801—7900 | 8801—8900 | 9801—9900  |
| 901—1000            | 1901—2000 | 2901—3000 | 3901—4000 | 4901—5000 | 5901—6000 | 6901—7000 | 7901—8000 | 8901—9000 | 9901—10000 |